# Jacques Villeré
Jacques Philippe Villeré (Kenner, 28 aprile 1761 – Parrocchia di Saint Bernard, 7 marzo 1830) è stato un politico statunitense, secondo governatore della Louisiana dal 1816 al 1820.

## Biografia

### Primi anni di vita
Nacque nel 1761 vicino all'attuale Kenner, in Louisiana, nella piantagione di La Providence del nonno materno.
Suo padre Joseph Antoine de Villeré, fu un ufficiale della marina francese durante il regno di re Luigi XV e in seguito un capitano della milizia coloniale nella zona della costa tedesca dell'attuale Louisiana sudorientale. Pochi anni dopo la cessione di La Louisiane alla Spagna del 1763, Joseph fu condannato a morte dal governatore spagnolo Alejandro O'Reilly, inviato dal re Carlo III per reprimere una rivolta locale. Joseph Villeré morì misteriosamente prima della fucilazione dei ribelli, nell'ottobre 1769.
Il nonno di Jacques Villeré, Etienne Roy de Villeré, accompagnò Pierre Le Moyne d'Iberville nel viaggio dalla Francia alla costa del Golfo, alla fine del XVII secolo, durante il regno di Luigi XIV.
La madre di Jacques, Louise Marguerite de la Chaise, fu figlia di Jacques de la Chaise e nipote, per parte di madre, di Charles Frederick d'Arensbourg.

### Servizio militare
Villeré si arruolò nell'esercito francese e fu educato per due anni in Francia a spese della Corona, a causa della morte del padre per mano di O'Reilly. Nel 1776, ancora adolescente, fu assegnato a Saint-Domingue come primo tenente di artiglieria. La morte della madre nel 1780 lo riportò a stabilirsi in Louisiana (Nuova Spagna), divenuta possedimento degli Stati Uniti un ventennio dopo.
Nel 1814-1815, prestò servizio con distinzione nella battaglia di New Orleans, con il grado di maggiore generale al comando della prima divisione della milizia della Louisiana. I suoi uomini, assegnati alla zona vicino al lago Borgne e Bayou Dupre, non cedettero mentre le forze britanniche si avvicinarono a New Orleans via mare.
La piantagione di Villeré, Conseil, situata a valle della città, fu invasa dagli inglesi. Infatti, il figlio di Villeré, Gabriel, maggiore dell'esercito mentre sorvegliava la piantagione con trenta soldati, fu sorpreso e catturato dall'esercito britannico. Il maggior Villeré riuscì a fuggire e riportò la notizia al generale, Andrew Jackson, che ordinò l'attacco notturno del 23 dicembre 1814.
La casa di Villeré fu utilizzata come quartier generale britannico durante la campagna della Louisiana per quasi un mese. La proprietà della famiglia fu danneggiata, perdendo un certo numero di schiavi, i quali vennero portati a bordo delle navi della Royal Navy e successivamente liberati.

### Famiglia e carriera politica
Nel 1784 Villeré sposò Jeanne Henriette de Fazende, figlia di Gabriel de Fazende, il quale fu in possesso di una piantagione di sette miglia (11 km) sotto New Orleans nell'attuale parrocchia di Saint Bernard. La coppia crebbe otto figli. Jeanne Villeré morì nel 1826.
Nel 1803, Villeré si assicurò un seggio nel consiglio municipale (il Cabildo) di New Orleans durante il periodo di breve ritorno all'amministrazione coloniale francese. L'anno successivo, dopo l'entrata in vigore dell'acquisto della Louisiana, Villeré fu nominato maggiore generale della milizia territoriale, un giurato di polizia in quella che in pochi anni sarebbe stata la "contea" di Orleans Parish e un giudice di pace per la zona che presto sarebbe diventata la Parrocchia di Saint Bernard.
Villeré fu un membro della convenzione che redasse la prima costituzione statale della Louisiana. Nel 1812 si candidò per la posizione di governatore, con l'intento di prestare servizio come primo governatore dopo la proclamazione a stato della Louisiana, ma fu sconfitto nelle elezioni da William CC Claiborne, il quale fu eletto in modo schiacciante con oltre il 70% dei voti.
Jacques Villeré fu eletto secondo governatore dello stato nel 1816, sconfiggendo di poco Joshua Lewis. Fu in carica dal dicembre di quell'anno e servì fino al 1820 in un periodo di prosperità e crescita per il nuovo stato. La sua amministrazione governativa fu notata per gli sforzi volti a fornire protezione in caso di bancarotta per i debitori, la designazione della morte per duello come reato capitale e la riduzione del livello del debito statale.
Dopo la fine del suo mandato si ritirò nella piantagione da zucchero di famiglia nella parrocchia di San Bernardo, poiché la legge non gli permise di succedere alla carica. Villeré tentò nuovamente di candidarsi come governatore nelle elezioni del 1824, ma lui e Bernard de Marigny divisero il voto creolo e Henry Johnson fu eletto governatore.
Mentre si stava preparando a candidarsi nuovamente come governatore nelle elezioni speciali del 1830, morì poco prima di quest'ultime, il 7 marzo, nella piantagione Conseil a seguito di una lunga malattia. I suoi resti furono sepolti al cimitero di Saint Louis n. 2 a New Orleans.